# Brandon Buck
Brandon Buck (* 16. August 1988 in London, Ontario) ist ein ehemaliger kanadischer Eishockeyspieler, der im Verlauf seiner aktiven Karriere zwischen 2006 und 2020 unter anderem 286 Spiele für den ERC Ingolstadt und die Nürnberg Ice Tigers in der Deutschen Eishockey Liga (DEL) auf der Position des linken Flügelstürmers bestritten hat.

## Karriere
Brandon Buck begann seine Eishockeykarriere in seiner Heimat Ontario und spielte in der Saison 2005/06 in der Mid-Western Junior Hockey League für die Stratford Cullitons. Mit seiner Mannschaft erreichte er die Playoffs und schied im Viertelfinale aus. Im Sommer 2006 wechselte Buck in die Ontario Hockey League (OHL) zu Guelph Storm. In der Saison 2007/08 führte er sein Team als Topscorer in die Playoffs und erreichte das Halbfinale. Im folgenden Jahr konnte Buck seine Punkteausbeute nochmals steigern, schied jedoch erneut im Viertelfinale aus.
Anschließend unterschrieb er im April 2009 bei den Norfolk Admirals und gab zum Ende der Saison 2008/09 sein Profidebüt in der American Hockey League (AHL), als er sechs Partien bestritt. Im September 2009 wurde er ins Trainingscamp der Minnesota Wild aus der National Hockey League (NHL) eingeladen. Aufgrund einer Verletzung konnte Buck nicht teilnehmen und verpasste auch die Vorbereitung des Farmteams Houston Aeros. Er wurde daraufhin in die ECHL zu den Florida Everblades geschickt. Dort gehörte Buck zu den offensivstärksten Spielern und wurde für das ECHL All-Star Game nominiert. Im Verlauf der Saison kam er auch zu 21 Einsätzen für die Houston Aeros in der AHL. Nach einer gelungenen Teilnahme am Trainingscamp der Minnesota Wild im September 2010 zählte Buck in der Spielzeit 2010/11 fest zum Kader der Aeros.
Im Juni 2011 entschied er sich zu einem Wechsel nach Europa und unterschrieb einen Vertrag bei den Sparta Warriors aus der norwegischen GET-ligaen. In der folgenden Spielzeit leif er für den kroatischen Klub KHL Medveščak Zagreb in der österreichischen Erste Bank Eishockey Liga (EBEL) auf. Dort erzielte er 58 Punkte in 58 Spielen und hatte mit einem Wert von +33 die ligaweit beste Plus/Minus-Bilanz aller Spieler. Im April 2013 unterschrieb Buck einen Zweijahresvertrag beim EHC Basel aus der zweitklassigen Schweizer National League B (NLB). Mit seiner Mannschaft schied er im Viertelfinale der Playoffs aus. Da der EHC Basel im Juli 2014 Konkurs anmeldete, besaß Buck keinen Vertrag mehr. Es folgte der Wechsel nach Deutschland in die Deutsche Eishockey Liga (DEL), wo er den ERC Ingolstadt, aufgrund eines lukrativeren Angebotes den Iserlohn Roosters vorzog. Da er seine Leistung auf einem konstant hohem Niveau aufrechterhalten konnte, verlängerte der ERC Ingolstadt seinen Kontrakt bis Mitte 2020. Brandon Buck gehört zu den besten Torschützen und Vorlagegebern in der Geschichte des ERC Ingolstadt.
Im Dezember 2017 verließ er den ERCI vorzeitig, um ein Angebot des Schweizer Vereins HC Davos anzunehmen. Bis zu seinem Wechsel in die National League hatte er für Ingolstadt in 183 Einsätzen 186 Punkte (79 Tore und 107 Vorlagen) erzielt. Im Februar 2018 verließ der Kanadier den HC Davos bereits wieder und wechselte zu den Vienna Capitals in die EBEL. Mit den Wienern erreichte er das Halbfinale. Im April 2018 wurde er von den Nürnberg Ice Tigers verpflichtet. Nach zwei Spielzeiten bei den Franken beendete der Kanadier im Sommer 2020 kurz vor seinem 32. Geburtstag seine Profikarriere.

### International
Brandon Buck nahm mit der kanadischen Nationalmannschaft unter anderem in den Jahren 2014 und 2016 am Deutschland Cup teil und wurde zur Sichtung in Vorbereitung der Olympischen Winterspiele 2018 im südkoreanischen Pyeongchang eingeladen.

## Erfolge und Auszeichnungen
- 2010 Teilnahme am ECHL All-Star Game
- 2015 Deutscher Vizemeister mit dem ERC Ingolstadt
- 2015 Topscorer der DEL-Playoffs

## Karrierestatistik
(Legende zur Spielerstatistik: Sp oder GP = absolvierte Spiele; T oder G = erzielte Tore; V oder A = erzielte Assists; Pkt oder Pts = erzielte Scorerpunkte; SM oder PIM = erhaltene Strafminuten; +/− = Plus/Minus-Bilanz; PP = erzielte Überzahltore; SH = erzielte Unterzahltore; GW = erzielte Siegtore; 1 Play-downs/Relegation; Kursiv: Statistik nicht vollständig)